# Самуилова-Крепост
Самуилова-Крепост (болг. Самуилова крепост) — бывшее село в Болгарии. Находится в Благоевградской области, входит в общину Петрич.

## История
Махала Самуилова-Крепост была основана в общине Скрыт околии Петрич округа Петрич в 1923 году. В 1926 году в ней числилось 25 домохозяйств в 25 жилых зданиях.
В 1934 году в махале общины Камена околии Петрич Софийской области было 14 домохозяйств в 14 жилых домах. Затем вновь в общине Скрыт, но уже в области Горна-Джумая.
С 1949 года околия Петрич вошла в состав Горноджумайского (с 1950 года — Благоевградского) округа. В 1959 году околии были ликвидированы. В том же году махала вошла в общину Коларево (с 1966 года — Коларово). В 1978—83 годах — в общине Петрич, затем опять в общине Коларово. С 1987 года — в Софийской области, с того же года — вновь в общине Петрич. В 1995 году получила статус села. С 1999 года — в Благоевградской области.

## Население
| 1926 | 1934 | 1946 | 1956 | 1965 | 1975 | 1985 | 1992 | 2001 | 2011 | 2016 |
| ---- | ---- | ---- | ---- | ---- | ---- | ---- | ---- | ---- | ---- | ---- |
| 127  | 83   | 59   | 58   | 9    | 0    | 0    | 0    | 0    | 0    | 0    |